# Rose Mountbatten
Pour l’article homonyme, voir Rose.
Le nom de couleur rose Mountbatten désigne une couleur de camouflage maritime utilisée pour les navires de la Royal Navy au cours de la Seconde Guerre mondiale. C'était un gris rosâtre, employé à l'instigation de l'amiral Louis Mountbatten.
Selon l'expertise réalisée ensuite, la couleur augmentait en fait la visibilité des navires. Elle fut abandonnée.

## Histoire
En 1940, en escortant un convoi, Lord Mountbatten avait remarqué qu'un des navires du groupe avait été perdu de vue beaucoup plus tôt que les autres. Celui-ci, un paquebot de l'Union-Castle, était peint en gris-mauve. Mountbatten, convaincu de l'efficacité de cette couleur comme camouflage à l'aube et au crépuscule, moments dangereux pour les navires, fit peindre tous les destroyers de sa flottille avec une peinture similaire, créée en mélangeant un gris moyen avec une petite quantité de rouge vénitien. Au début de 1941, plusieurs autres navires commencèrent à utiliser le même camouflage, bien qu'aucun essai formel n'ait été effectué pour déterminer son efficacité. Ultérieurement, les superstructures reçurent une peinture rose un peu plus claire. À la fin de 1942, cependant, tous les navires de guerre à partir de la taille d'un destroyer (contre-torpilleur) ont abandonné cette couleur. Pendant la journée, lorsque le ciel n'était plus rose, le gris traditionnel des navires était beaucoup moins visible.
La marine américaine avait également expérimenté une nuance de peinture similaire, et au moins un navire, l'USS Winslow, reçut ce type de peinture.
La Kriegsmarine a également expérimenté une nuance rose clair un peu différente.